# 寂護
寂護（725年-788年），又譯為靜命、禪怛羅乞答。藏族人稱之為希瓦措（藏語：ཞི་བ་ཚོ，威利转写：zhi ba tsho）。八世紀印度佛教顯教僧侶，那爛陀學者，西藏佛教人士。將印度佛教傳入西藏，建立了最初的藏傳佛教僧團，是西藏前弘期最重要的奠基者之一。與莲花生、赤松德赞，合称师君三尊。
他也是瑜伽行中觀学派的主要建立者。主要的弟子為蓮花戒。

## 生平
寂護出身孟加拉地區的王族（有人说奥里萨），在說一切有部中出家，後師從中觀派清辨大師，是著名的那爛陀寺佛教學者。但是他在見解上與其師清辨不同，主張綜合瑜伽行唯識學派與中觀學派的觀點，建立了隨瑜伽行中觀派。

### 入藏
寂護大師受到藏王赤松德贊的邀請，自尼泊爾至西藏地區傳法。西元794年接受七位西藏貴族的請求，授予他們出家戒成立僧團，史稱「預試七人」或「七覺士」〈Sad mi bdun〉，是藏傳佛教僧團的開始。這也是西藏僧團戒律為說一切有部不是大眾部的原因。

### 迎請蓮師入藏
寂護大師在西藏的傳法活動，引起了西藏舊有貴族與苯教支持者的不滿，藉口當時發生的嚴重冰雹、瘟疫、雷擊等災害，認為這是因為寂護大師傳入佛教，觸怒了當地神明所致。藏王受到極大的壓力，只能讓寂護大師返回尼泊爾。寂護大師建議藏王至烏仗那地區邀精通密法的蓮華生大師入藏。蓮華生大師入藏之後，展現極大的神通力量，降伏了當地的神靈與苯教修行者，並且為桑耶寺灑淨，讓它能夠順利的開始動工。藏王再度邀請寂護大師返藏。寂護大師返藏之後，與苯教支持者展開了數次大型的辯論，辯破了他們的各項論點，佛教信仰在寂護大師與蓮華生大師協力合作之下，開始流行於西藏地區。並合之建立桑耶寺。

### 樹立法幢
寂護大師以桑耶寺為基地，傳播佛教。他見到當時西藏地區僧侶的學養不足，對佛教又有許多誤解，建議藏王派人至印度那爛陀寺求學，學習梵文，並將佛教經典譯成藏文。他在桑耶寺住持了十三年，最後在西藏入滅。
隨著佛教信仰的流行，藏傳僧侶內部也發生了教義之爭。其中一派的領導者，是來自漢地的摩訶衍。摩訶衍和尚教授禪宗荷澤派的思想，強調不作意、頓悟成佛。但是寂護大師門下不認同這種說法，他們遵守寂護大師所教授的教法，認為修學應有次第，強調觀行，以智慧分別力漸修而至成佛。
為了解決紛爭，藏王舉行了一次大型的辯經大會，邀請寂護大師的弟子蓮花戒論師代表，與摩訶衍那門下進行辯論，最後由蓮花戒論師勝出。藏王下令驅逐摩訶衍大師及其門下，不允許他們繼續在西藏傳教，同時宣布此後西藏佛教須以寂護大師所教授的內容為準。

## 思想及影響
寂護雖然師從清辨大師，但是他的思想與清辨有所不同。清辨的思想接近於說一切有部、經量部，被後世稱為順經部行中觀派。而寂護大師與其弟子蓮花戒大師受到唯識思想的影響，將瑜伽行唯識學派融入中觀思想之中，建立了隨瑜伽行中觀派。
寂護大師的另一位弟子師子賢，根據解脫軍所傳的《現觀莊嚴論》，為它作了四部註釋書，是《現觀莊嚴論》的重要註解者。

## 著作
寂護大師著有《中觀莊嚴論》Madhyamakālaṃkāra，又自作註解，後來成為藏傳佛教的根本五大論之一。他又註解《二論分別論》作《二諦分別釋》，以宣揚中觀教法。